# Rosso sangue (film 1981)
Rosso sangue è un film italiano del 1981 diretto da Joe D'Amato, qui accreditato con lo pseudonimo Peter Newton, e scritto e interpretato da George Eastman, qui accreditato nelle vesti di sceneggiatore come John Cart.
Negli Stati Uniti è uscito come Absurd e Antropophagus 2 (spacciandolo come un seguito del cult Antropophagus, diretto sempre da D'Amato nel 1980), nonché come Zombie 6: Monster Hunter, pur non essendo presente nel film alcun morto vivente.

## Trama
Mirkos Tanopoulos è un criminale che, inseguito da un prete, fuggendo si provoca una ferita all'addome tentando di scavalcare un cancello. Catturato, viene portato in un ospedale. Durante gli esami i medici scoprono che le sue cellule e i suoi tessuti si rigenerano a velocità impressionante. Il prete dichiara alla polizia che l'uomo è il frutto di un esperimento genetico, praticamente indistruttibile, e che il suo unico punto debole è il cervello, che una volta danneggiato non è più in grado di rigenerare nuove cellule.
Mirkos riesce a fuggire dall'ospedale, dopo avere ucciso brutalmente un'infermiera con un trapano. Entra nel laboratorio di una macelleria e uccide l'uomo che vi sta lavorando, il quale spara più colpi di pistola contro Mirkos, che però si rialza sempre. Mirkos sega in due il cranio del macellaio con uno dei suoi strumenti di lavoro, quindi scappa. Vagando per il paese uccide anche un ragazzo in moto, soffocandolo, quindi entra in una casa dove vivono Katia, costretta a letto da una grave malattia, e il fratellino Willy. La baby-sitter Peggy lascia la porta socchiusa e Mirkos riesce a penetrare in casa dopo averla uccisa con una picconata in testa.
Arriva Emily, l'infermiera che si prende cura di Katia e scopre il corpo della baby-sitter. Sconvolta, fa uscire di casa il bambino, quindi si barrica dentro la stanza di Katia. Ma Mirkos riesce a catturare l'infermiera e la trascina in cucina, dove le infila la testa nel forno a gas. Ma questa non è ancora morta e tenta di accoltellare Mirkos alla gola con un paio di forbici; questi reagisce e la finisce uccidendola con le stesse forbici.
Katia intanto si libera delle cinghie che la costringono all'immobilità e scende dal letto. Mirkos si accorge di lei e tenta di catturarla, ma Katia reagisce e lo acceca piantandogli un compasso negli occhi. Mirkos, pur accecato, riesce ugualmente a uccidere il prete che nel frattempo ha fatto irruzione in casa. Katia giunge alle sue spalle e con un'ascia lo decapita, quindi si rivolge al fratellino dicendogli di non avere più paura e mostrandogli la testa mozzata di Mirkos.

## Produzione
In origine, il film doveva essere un vero sequel di Antropophagus: il cannibale del film precedente, sempre interpretato da Eastman, doveva infatti tornare a colpire, dopo essere tornato in vita. George Eastman, autore anche della sceneggiatura con lo pseudonimo John Cart, era però contrario, quindi riscrisse il film ispirandosi ad Halloween - La notte delle streghe, diretto da John Carpenter nel 1978.
Le riprese del film iniziarono nel maggio 1981. Il film fu girato a Fiano Romano, dove fu ricostruita la villa in cui è ambientata la storia.

## Critiche
La rivista Nocturno ha scritto: «Che si tratti del miglior slasher italiano in senso stretto, assolutamente non ci piove».

## Censura
Rosso sangue fu inserito nel 1984 nella lista dei "video nasty" e fu bandito in Inghilterra.

## Omaggi
Il duo black metal tedesco Absurd scelse il proprio nome in omaggio a questo film, adottando come nome del gruppo il titolo internazionale della pellicola.

## Curiosità
- In una scena la baby sitter di Emily guarda in televisione una telenovela, che in realtà è una scena tratta da Sesso nero, film pornografico diretto dallo stesso D'Amato nel 1978.